# ثنائي الأمين

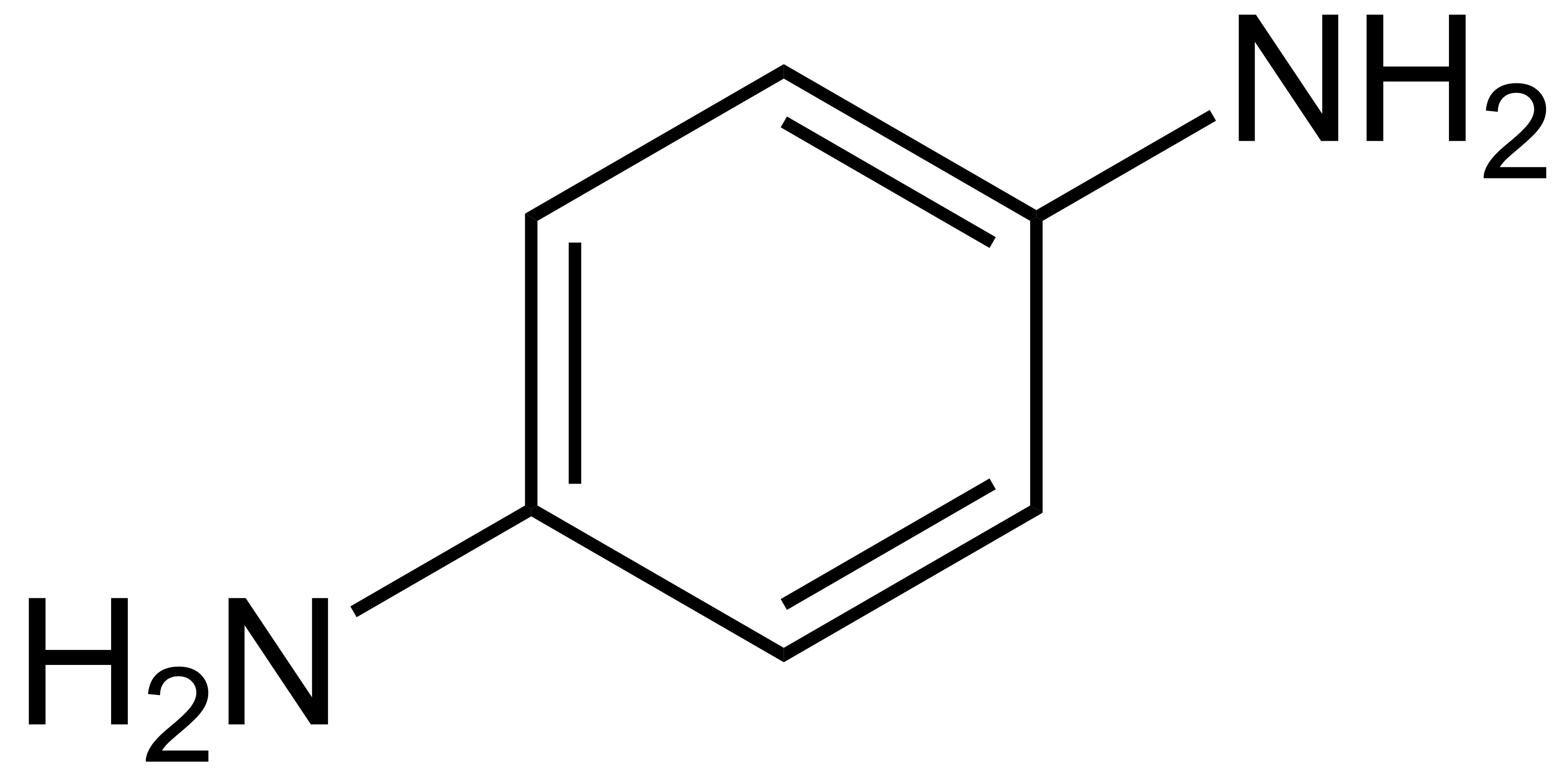

ثنائيات الأمين هي مركبات عضوية تحتوي على مجموعتي أمين. تُستخدم ثنائيات الأمين كمونومرات في تحضير متعددات الأميدات، ومتعددات الآيميدات، ومتعدات اليوريا.